# Сан-Микеле
Сан-Мике́ле (итал. San Michele, вен. San Michièl) — остров в Венеции, названный в честь Святого Михаила Архангела.

## История
Долгое время в крепости на острове находился монастырь, затем тюрьма, но по распоряжению Наполеона I остров был в 1807 преобразован в исключительное место для захоронения венецианцев. На кладбище три отдела: католический, православный и протестантский. Главная достопримечательность острова — церковь Сан-Микеле-ин-Изола, построенная в 1469 году по проекту Мауро Кодуччи, один из самых первых образцов архитектуры Возрождения в Венеции.
На острове похоронены деятели русской культуры Сергей Дягилев и Игорь Стравинский.
21 июня 1997 года на кладбище Сан-Микеле в Венеции состоялось захоронение тела Иосифа Бродского.
В 2010 году на кладбище был похоронен писатель и журналист Пётр Вайль.